# Mastercard
Mastercard Incorporated är en internationell men USA-baserad organisation som äger varumärkena Mastercard, Maestro och Cirrus. Mastercard International är noterat på New York Stock Exchange (NYSE). Aktieägarna – medlemmarna – får genom medlemskap rätten att ge ut debetkort, kreditkort, betalkort och andra typer av kort med något av varumärkena ovan.

## Historik
Mastercard bildades 1966, under namnet Interbank. Från 1969 till 1979 hette korten Mastercharge för att därefter byta till dagens namn.
Huvudkontoret ligger i Purchase i New York, i USA.
Mastercard ger ut egna kreditkort och co-brandade debetkort. Handlare kan lösa in korten genom att samarbeta med en inlösare, som t.ex. Adyen.

## Politiskt inflytande
I mars 2022 beslutade Mastercard, på grund av den ryska invasionen i Ukraina, att stoppa sina transaktioner i Ryssland samt med i Ryssland utfärdade kreditkort (se även: Internationella reaktioner mot Ryssland i samband med Ukraina-krisen)